# Guerre et Pets
Albums de Jacques Dutronc
Jacques Dutronc
(1975) C'est pas du bronze
(1982)
Singles
1. L'Hymne à l'amour (moi l'nœud)
Sortie : 1980
2. Le Temps de l'amour
Sortie : 1981

Guerre et Pets est un album de Jacques Dutronc sorti en décembre 1980 chez Gaumont Musique.

## Historique
Cinq ans ont passé entre son précédent album, Jacques Dutronc, et ce Guerre et Pets, qui est le premier des deux albums publiés par Gaumont Musique, après son départ de Vogue, son label depuis le début des années 1960. La majorité des textes de l'album sont écrits par Serge Gainsbourg, qui venait de connaître un énorme succès avec Aux armes et cætera et ami de Dutronc, qui lui concocte le fameux L'Hymne à l'amour (moi l'nœud), énoncés d'injures en deux syllabes qui à l'époque passa peu en radio. Jacques Lanzmann, jusqu'alors auteur exclusif des chansons — et pour la plupart des tubes — de Dutronc, ne participe qu'à l'écriture de deux chansons (La Vie dans ton rétroviseur et Manque de tout).
Dutronc reprend un titre qu'il a composé pour sa compagne Françoise Hardy (le texte étant écrit par Lucien Morisse et André Salvet) dix-huit ans plus tôt : Le Temps de l'Amour. Selon le site InfoDisc, Guerre et Pets, disque d'or, s'est vendu à 168 100 exemplaires.

## Liste des chansons
| No | Titre                            | Auteur                                         | Durée |
| -- | -------------------------------- | ---------------------------------------------- | ----- |
| 1. | L'Hymne à l'amour (moi l'nœud)   | Serge Gainsbourg / Jacques Dutronc             | 3:28  |
| 2. | Ballade comestible               | Serge Gainsbourg / Jacques Dutronc             | 3:02  |
| 3. | Le Temps de l'amour              | Lucien Morisse, André Salvet / Jacques Dutronc | 3:30  |
| 4. | L'Éthylique                      | Serge Gainsbourg / Jacques Dutronc             | 2:43  |
| 5. | J'ai déjà donné                  | Serge Gainsbourg / Jacques Dutronc             | 3:16  |
| 6. | La Vie dans ton rétroviseur      | Jacques Lanzmann / Jacques Dutronc             | 2:59  |
| 7. | Manque de tout                   | Jacques Lanzmann / Jacques Dutronc             | 3:46  |
| 8. | Mes idées sales                  | Serge Gainsbourg / Jacques Dutronc             | 3:08  |
| 9. | L'Avant-guerre, c'est maintenant | Serge Gainsbourg / Jacques Dutronc             | 2:20  |

## Crédits

### Les musiciens
- Basse : Jannick Top
- Guitares : Denys Lable et Patrick Tison
- Batterie : Pierre-Alain Dahan et Jean-Pierre Batailley
- Claviers et orchestrations : Jean-Pierre Sabar
- Claviers/synthétiseurs: Georges Rodi
- Orchestration des cordes : François Rauber

## Certifications
| Région                                                                                                 | Certification | Ventes/Streams |
| --- | ------------- | -------------- |
| France (SNEP)                                                                                          | Or            | 100 000*       |
| *Ventes selon la certification ^Mise en rayon selon la certification xNon précisé par la certification |               |                |